# Alfons Dorfner
Alfons Dorfner (ur. 27 stycznia 1911 w Lembach im Mühlkreis, zm. 22 stycznia 1982 w Linzu) – austriacki kajakarz. Złoty medalista olimpijski z Berlina.
Zawody w 1936 były jego jedynymi igrzyskami olimpijskimi. Złoto zdobył w kajakowej dwójce na dystansie 1000 metrów. Partnerował mu Adolf Kainz. Na mistrzostwach Europy w kajakarstwie zdobył brązowy medal w kajakowej czwórce w 1936.